# Las Ventas de Retamosa
Las Ventas de Retamosa es un municipio y localidad española de la provincia de Toledo, en la comunidad autónoma de Castilla-La Mancha. El término municipal tiene una población de 4160 habitantes (INE 2024).

## Toponimia
Las Ventas de Retamosa se llamó originariamente Las Ventas de Cabeza de Retamosa, por las ventas que existían en el siglo XVI en torno al cerro Cabeza de Retamosa, actual cerro de Buenavista, y junto a la Cañada Real Segoviana y el Camino Real de Guadalupe.

## Geografía
Linda con los términos municipales de  Casarrubios del Monte, Valmojado, Méntrida, Santa Cruz del Retamar, Fuensalida, Camarena y Chozas de Canales, todos ellos de la provincia de Toledo.

## Historia
El lugar fue fundado hacia 1542, cuando Gonzalo Chacón Fajardo era el señor de Casarrubios del Monte, a cuyo señorío pertenecía. Los fundadores fueron Antón Pérez y Francisco de Magadan Fernández». 
El 13 de noviembre de 1742, Felipe V firmó en El Escorial la Carta de exención y Privilegio de villazgo, que otorgaba a la población el tituló de villa, y la eximía de la jurisdicción de Casarrubios del Monte.
A mediados del siglo XIX, la villa tenía contabilizada una población de 485 habitantes. Aparece descrita en el decimoquinto volumen del Diccionario geográfico-estadístico-histórico de España y sus posesiones de Ultramar de Pascual Madoz de la siguiente manera:

VENTAS DE RETAMOSA: v. con ayunt. en la prov. y dióc. de Toledo (6 leg.), part. jud. de Illescas(4), aud. terr. de Madrid (8), c. g. de Castilla la Nueva. sit. en un plano inclinado; es de clima benigno; reinan los vientos S. y O., y se padecen intermitentes y flegmasias. Tiene 129 casas; la de ayunt.; cárcel; escuela dotada con 1,095 rs. de los fondos públicos, á la que asisten 25 niños de ambos sexos; igl. parr. (San Pedro Advíncula) con curato de entrada y provision ordinaria, y en los afueras el cementerio. Se surte de aguas potables en una fuente de las inmediaciones, de buena calidad. Confina el térm. por N. con el de Valmojado; E. Casarubios del Monte; S. Camarena, y O. Sta. Cruz del Retamar y Torre de Estéban-Ambran, estendiéndose de 1/2 á 1 leg., y comprende un pequeño monte carrascal, la deh. y cas. llamado Casa del Fraile, de tierras de labor; 2 prados, 2 huertas y algun viñedo, en terreno de secano, arenisco, calizo, arcilloso y de mediana calidad. caminos: pasa por la jurisd. la carretera de Madrid á Estremadura, y por el pueblo el de herradura en la misma direccion. El correo se reciba en Casarrubios por un encargado tres veces á la semana. prod.: trigo, cebada, centeno, titos, habas, garbanzos, avena y vino; se mantiene ganado lanar; el mular y vacuno de labor, y se cria caza menuda. pobl.: 123 vecinos, 485 almas. cap. prod.: 533,225 rs. imp.: 16,191. contr.: 12,467. presupuesto municipal: 11,791, del que se pagan 1,825 al secretario, y se cubre con 4,826 por ingresos de propios, y el resto por repartimiento vecinal.
(Madoz, 1849, p. 663)

## Demografía
Cuenta con una población de 4160 habitantes (INE 2024).
| Gráfica de evolución demográfica de Las Ventas de Retamosa entre 1842 y 2021                                          |
| |
| Población de derecho según los censos de población del INE. Población de hecho según los censos de población del INE. |

## Símbolos
El escudo heráldico y la bandera que representan al municipio fueron aprobados oficialmente el 14 de enero de 1994. El escudo se blasona de la siguiente manera:

Escudo español partido. Uno en plata una banda de sinople cargada con tres ruedas de carro radiadas de plata. Dos cuartelado, 1º y 4º en plata con lobo andante de sable y 2º y 3º de azur una lis de oro. Mantelado con las armas de la Orden del Carmen. Al timbre corona real cerrada.
Diario Oficial de Castilla-La Mancha nº 5 de 21 de abril de 1994

La descripción textual de la bandera es la siguiente:

Bandera rectangular en proporción 2:3 (una vez y media más largo que ancho), con disposición de terciada en bajo, siendo la partición de lo alto de color blanco, la central verde y la inferior azul.
Diario Oficial de Castilla-La Mancha nº 5 de 21 de abril de 1994

## Administración
| Periodo   | Nombre                                                   | Partido       |
| --------- | -------------------------------------------------------- | ------------- |

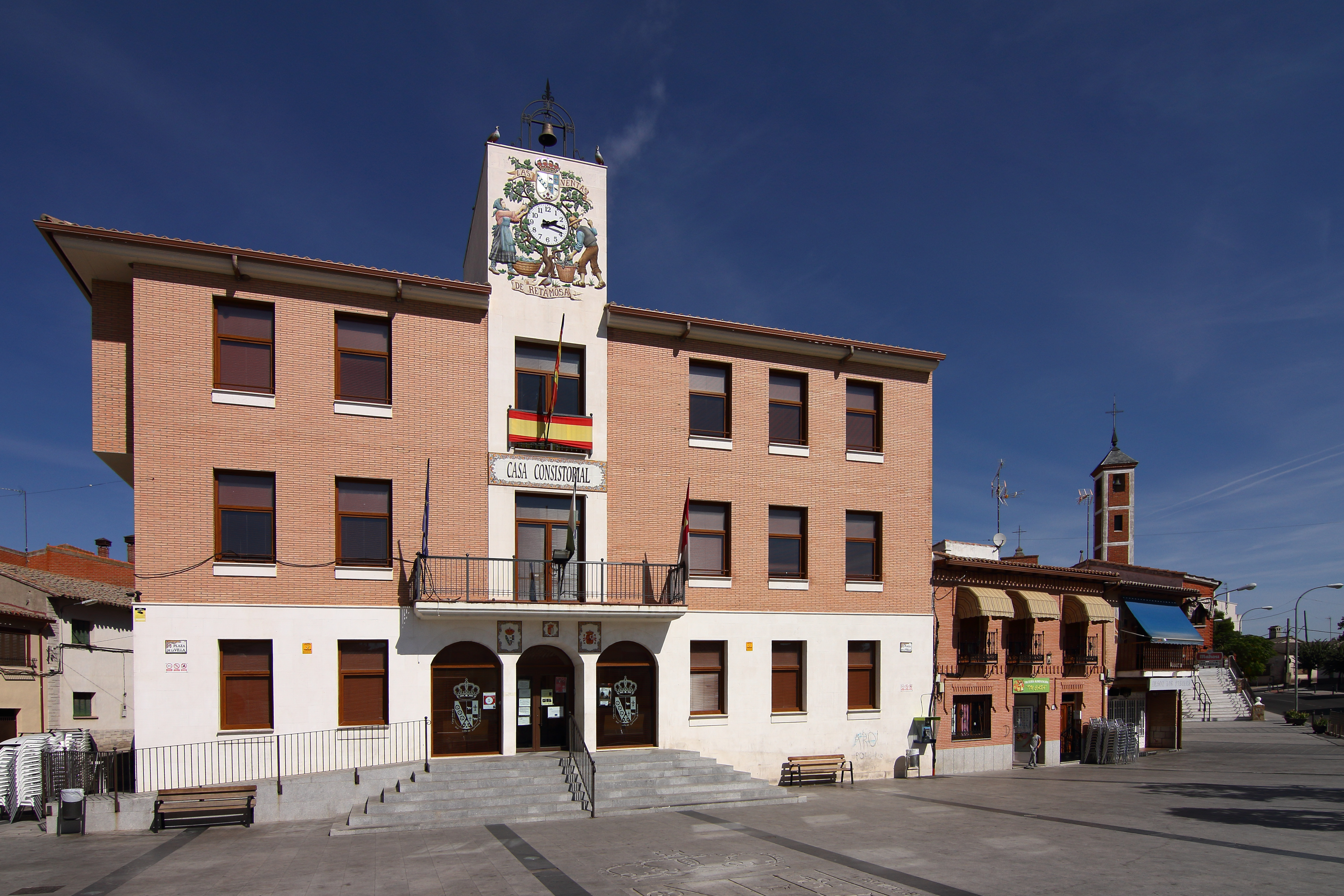
Casa consistorial

| 1979-1983 | Antonio Rodríguez Salvador                               | UCD           |
| 1983-1987 | Rafael Salvador León                                     | AP/PDP/UL     |
| 1987-1991 | Antonio Rodríguez Salvador                               | CDS           |
| 1991-1995 | Antonio Rodríguez Salvador                               | Independiente |
| 1995-1999 | Antonio Rodríguez Salvador                               | PP            |
| 1999-2003 | María Victoria Solana de León                            | PP            |
| 2003-2007 | María Victoria Solana de León                            | PP            |
| 2007-2011 | María Victoria Solana de León                            | PP            |
| 2011-2015 | María Victoria Solana de León Rubén de Jesús de la Varga | PP            |
| 2015-2019 | Rubén Abraldes Solana                                    | APV           |
| 2019-2023 | Ana Gómez García Cano                                    | APV           |
| 2023-act. | Raquel de la Varga Solana                                | PP            |

## Patrimonio

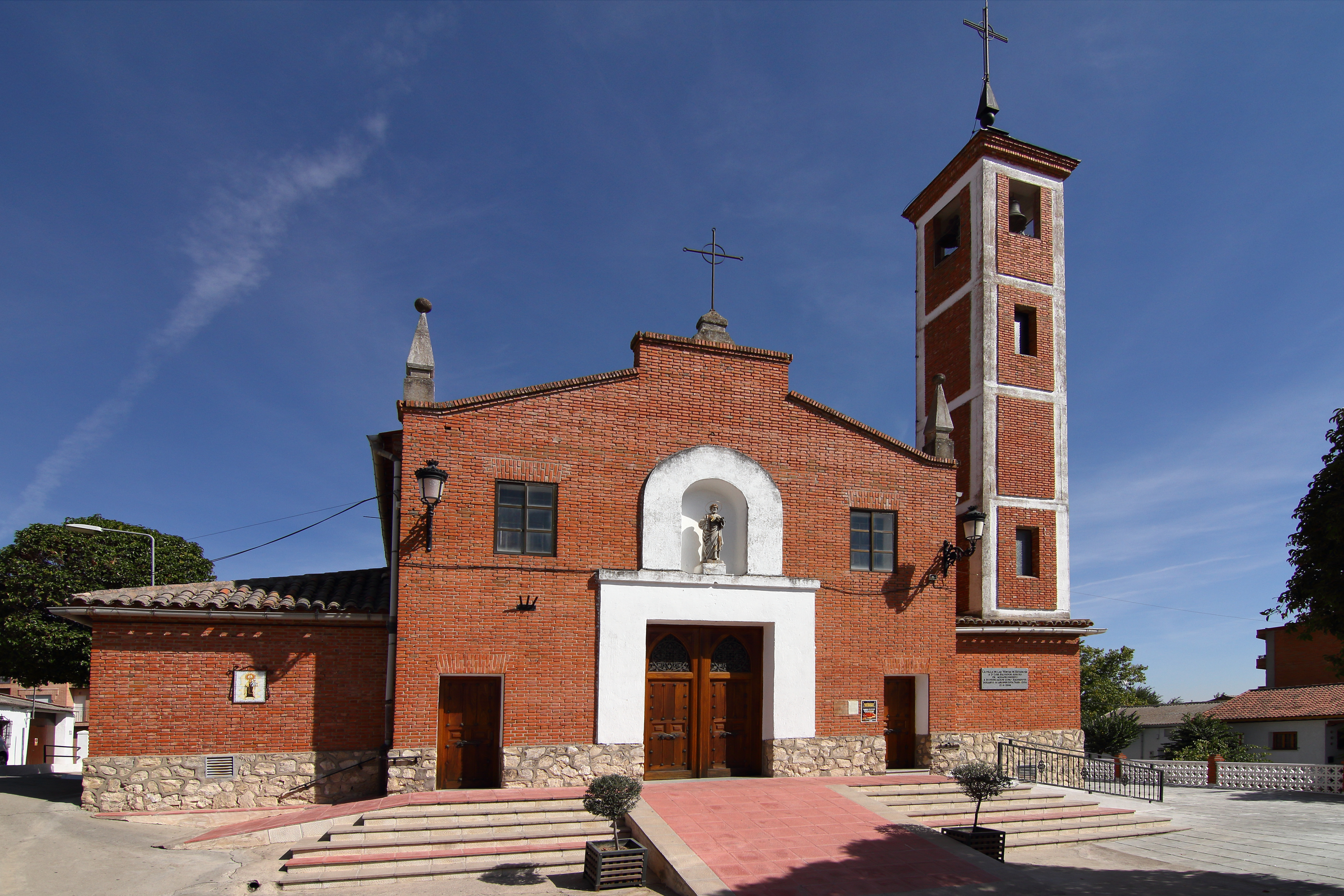
Iglesia de San Pedro Advincola

- Iglesia parroquial de San Pedro Advíncula.[2]
- Plaza de la Villa y casa consistorial.
- Viacrucis antiguo de la calle Amargura.
- Calvario.
- Carroza triunfal de Nuestra Señora del Carmen.
- Casa de la cultura (antiguo granero).
- Antigua casona de los carmelitas madrileños de la Calle el Carmen.
- El Canto.
- El Caño viejo.
- La laguna.
- La casa del Tío Cándido.
- Parque de Alejandro Laso y fuente antigua.
- Camino Real de Guadalupe.
- Cañada Real Segoviana.
- Auditorio municipal.

## Fiestas
- 17 de enero: San Antón. En el cerro de la iglesia se bendicen a los animales y se dan 3 vueltas a la iglesia.
- 20 de enero: Día de la olla.
- 2 de febrero: Virgen de las Candelas. La Candelaria en Las Ventas se celebra con misa y procesión. También se entregan las tradicionales roscas de anís, que se llevan a la iglesia adornadas con lazos y allí se bendicen. Según manda la tradición se tiene que rezar la salve antes de comerla pidiendo la protección de la Virgen.
- Fin de semana anterior al miércoles de ceniza: Carnavales y domingo gordo.
- Semana Santa.
- 30 de abril: El Mayo.
- 3.º domingo de mayo: Santísimo Cristo del Perdón. Es una de las principales fiestas de Las Ventas, en Las Ventas desde tiempo inmemorial se le ha tenido devoción al Santo Cristo, incluso se hacían procesiones rogativas con la venerada imagen para pedir la lluvia. Se celebra con novena al Santo Cristo, verbena popular en la plaza de la Villa el día de la víspera, Misa Solemne cantada, refresco a base de tostones y limoná, y por la tarde procesión con las tradicionales rifas y pujas para sufragar los gastos de la fiesta del año siguiente.
- Fin de semana más cercano al 15 de mayo: San Isidro.
- 13 de junio: San Antonio de Padua. Fiesta de gran devoción entre los venteros. Se celebra con novena, misa solemne, bailes populares en la plaza de la Villa, entre otros actos.
- Del 7 al 17 de julio aprox.: Fiestas Patronales en honor a Nuestra Señora la Virgen del Carmen. Es la fiesta grande del pueblo, de gran devoción y arraigo,  se celebra por todo lo alto con verbenas populares en la plaza de la Villa a cargo de grandes orquestas, discotecas móviles, charangas, juegos populares, campeonatos deportivos, concurso nacional de cata de vinos... Todo empieza con el pasacalles de gigantes, cabezudos y peñas amenizados por charanga, este pasacalles finaliza con el pregón y chupinazo que da comienzo a las fiestas. Las celebraciones religiosas comienzan con la novena a la Patrona. El 15 de julio por la tarde, día de la víspera de la Virgen se celebra una ofrenda floral a la que acuden la mayoría de venteros, también se hace entrega a la Virgen del bastón de mando del alcalde, ya que la Virgen del Carmen es Patrona y Alcaldesa perpetua de esta Villa toledana. El 16 de julio es el día principal, diana floreada, misa solemne cantada, limoná y tostones, y por la tarde procesión por las calles del pueblo con la venerada imagen, todos los actos culminan con el himno a la Virgen del Carmen, cantado con gran devoción y sentimiento.
- 1 de agosto: San Pedro Advíncula, patrón de Las Ventas de Retamosa.
- Último fin de semana de agosto: Sagrados Corazones. Festividad que cierra el calendario festivo de Las Ventas de Retamosa. Esta fiesta comúnmente se la conoce como "la fiesta de las mujeres" ya que la mayoría de los componentes de la hermandad son mujeres.